# Dastakert
Dastakert (armenio: Դաստակերտ) es una comunidad urbana de Armenia perteneciente a la provincia de Syunik'.
Es el municipio con rango de comunidad urbana más pequeño del país, tanto en extensión como en población. En sus 0,5 km² de superficie solamente viven 323 habitantes en el censo de 2011.
Se conoce su existencia desde el siglo XII, cuando el historiador Stepanos Orbelian lo señala como un pequeño pueblo que los monjes del monasterio de Tatev establecieron como residencia de verano. De hecho, la palabra "dastakert" viene a significar en armenio "residencia de verano". Fue siempre una pequeña localidad, hasta que en el período soviético se estableció como punto industrial en relación con las cercanas minas de cobre y molibdeno, y en 1951 consiguió su estatus de asentamiento de tipo urbano. La planta industrial de estos materiales estuvo en la localidad entre 1952 y 1975, llegando a alcanzar en la época varios miles de habitantes que se fueron tras cerrar la planta. Actualmente, la mayor parte de la población son refugiados armenios que antes vivían en Azerbaiyán.
Se ubica sobre la carretera H44, 10 km al noreste de la frontera con Najicheván.